# Alain-René Lesage
Pour les articles homonymes, voir Lesage et Le Sage.
Alain-René Lesage ou Le Sage, né le 8 mai 1668 à Sarzeau et mort le 17 novembre 1747 à Boulogne-sur-Mer, est un romancier, dramaturge et traducteur français.
Bien qu’il soit aujourd’hui surtout connu pour son roman d'inspiration picaresque Histoire de Gil Blas de Santillane, Lesage est l’auteur d’une importante production théâtrale et a notamment contribué au développement et au renouvellement du « théâtre de la Foire ».
Par ailleurs, il a traduit des œuvres littéraires espagnoles (Lope de Vega, Calderón).

## Biographie
Fils unique d’un notaire royal, Lesage a été envoyé à la suite de la mort de son père, survenue alors qu’il avait 14 ans en pension chez les Jésuites de Vannes, où il a reçu une éducation de qualité pendant que son tuteur dilapidait sa fortune. Après cinq ou six ans d’emploi au centre des impôts de Bretagne, il est monté à Paris où il a étudié la philosophie et le droit. Il se maria, le 28 septembre 1694, à l’âge de vingt-six ans, à l’église de Saint-Sulpice avec Marie-Elisabeth Huyard fille sans fortune d’un bourgeois de la Cité.
Il fut d’abord avocat, puis, ne gagnant pas assez pour vivre, essaya de vivre de sa plume. Il traduisit, sans succès, les Lettres galantes d’Aristénète (1695) du grec au français, à la suite des conseils du poète Danchet, un ami de longue date. Le maréchal duc de Villars, qui connaissait son mérite, ayant tenté inutilement de l’attacher à son service par les offres les plus flatteuses, il a payé son indépendance par une vie de laborieuse pauvreté.
L’abbé de Lionne, qui lui a assuré une pension de 600 livres par an, l’a initié aux œuvres de la littérature espagnole. Il a traduit successivement : le Traître puni, de Francisco de Rojas Zorrilla et Don Félix de Mendoce, de Lope de Vega, publiés, sans signature, sous le titre de Théâtre espagnol (1700),. Les acteurs ont refusé ces deux pièces mais, ayant traduit la comédie de Rojas le Point d’honneur, en 1702, ceux-ci l’ont produite début février. Cependant, cette pièce espagnole, vieillie et dépaysée, ne réussit pas. Lesage en donna une autre au Théâtre-Français, Don César Ursin, traduite de Calderon, qui n’eut pas plus de succès (15 mars 1707). De même, la traduction des Nouvelles aventures de l’admirable Don Quichotte, d’Alonso Fernández de Avellaneda (1704) n’a pas non plus été remarquée.
En 1707, il a finalement percé avec Crispin rival de son maître, petite comédie en un acte en prose, dont le grand succès est dû à la vérité de l’observation, à la vivacité et à la franchise de l’esprit, ainsi qu’à sa gaieté naturelle et de bon aloi. La même année, il s’annonce comme romancier de premier ordre dans le Diable boiteux, dans lequel le héros se fait transporter par le diable sur les toits de maison en maison, afin d’y voir ce qui s’y passe, pour conter une aventure sans liaison avec ce qui précède ni avec ce qui suit. Cet ouvrage était aussi une imitation de l’espagnol, mais une imitation libre, appropriée aux mœurs françaises et fécondée par l’observation originale et personnelle de l’esprit humain. Lesage n’avait guère emprunté à l’auteur espagnol, Guevara, que l’idée et le cadre du principal personnage, le diable. Il avait fait une création toute nouvelle en lui donnant, suivant la remarque de Villemain, « une nature fine et déliée, malicieuse plutôt que méchante. » Dans cette œuvre où le merveilleux n’est là que pour la forme, toute une diversité d’aventures et de portraits défilent rapidement devant les yeux du lecteur, en soumettant à une critique railleuse et pleine de finesse une foule de types, tous frappants de naturel et de vérité.
Le succès considérable du Diable boiteux acheva enfin de distinguer le nom de Lesage de la foule des écrivains. Cette dernière œuvre donna cours à plusieurs anecdotes. Deux seigneurs se disputèrent le dernier exemplaire de la seconde édition en mettant l’épée à la main dans la boutique du libraire Claude Barbin. Boileau s’indignait d’une telle vogue et menaçait, dit-on, de chasser son laquais, pour avoir introduit chez lui le Diable boiteux, tandis qu’au théâtre, les portiers étouffés pouvaient attester la gloire de l’auteur.

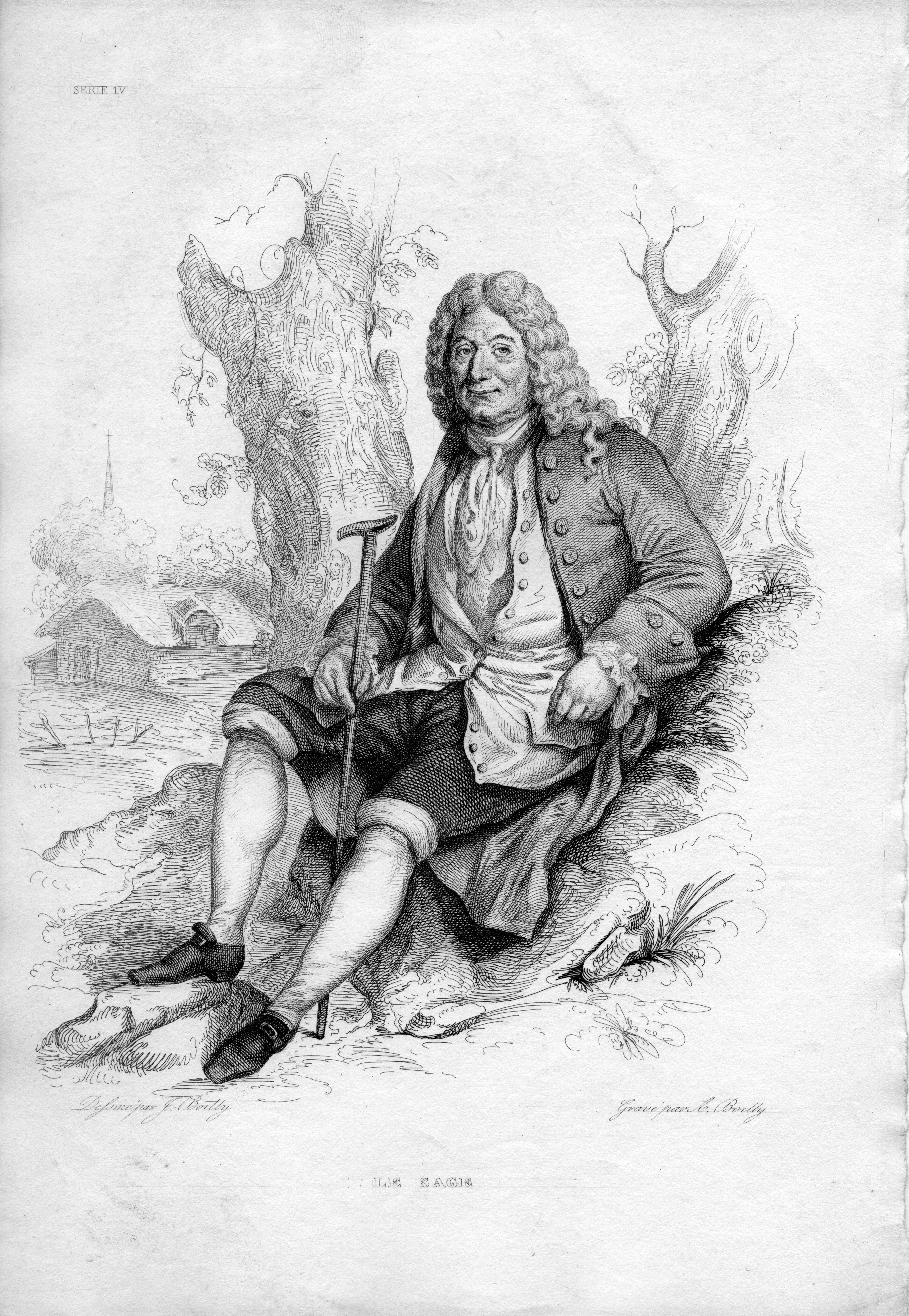
Alain-René Lesage, gravé par Alphonse Boilly d’après son frère Julien Léopold Boilly.

Lesage avait étudié la littérature espagnole, au moment où déjà la France avait abandonné celle-ci et ce qui n’était qu’un souvenir a paru presque une nouveauté. Pour la critique ancienne, ses romans n’avaient cependant d’espagnol que les noms et les lieux de la scène. Pour le reste, c’était l’esprit et les mœurs françaises que retraçait Lesage. Le voyage ne dépaysait pas le lecteur qui sentait, dans la peinture malicieuse des vices et des passions espagnoles de Lesage, une perpétuelle allusion aux ridicules de sa patrie. La critique universitaire plus récente, notamment espagnole, a néanmoins fait justice de ces affirmations, en montrant que les emprunts de Lesage à la littérature espagnole sont suffisamment profonds et importants pour invalider l’hypothèse de l’indépendance de l'écrivain dans le cadre de l'imitation.
Lesage n’avait pas encore donné toute sa mesure comme romancier. Avant de le faire dans Gil Blas, il a atteint, comme dramaturge, par sa comédie de Turcaret ou le Financier, une hauteur que ni ses débuts ni la nature aimable de son talent ou l’indulgence de son caractère ne faisaient pressentir. Il s’est montré, dans cette pièce, le digne élève de Molière et Turcaret est peut-être l’œuvre qui se rapproche le plus des grandes créations de ce dernier. Cette pièce, qui s’inscrit dans la tradition classique de Tartuffe, est une satire âpre et vigoureuse de la platitude naturelle et des vices d’emprunt du parvenu de la fortune, dépourvu d’éducation. On a reproché à Lesage d’avoir mis en scène des mœurs aussi mauvaises, mais c’est l’essence de la comédie de peindre les mauvaises mœurs sociales, celles qui ont besoin d’être corrigées. On a aussi dit que Turcaret manquait d’intérêt, parce qu’elle n’offrait pas de personnages honnêtes et sympathiques au profit desquels la confusion du vice put tourner. Ce défaut, si c’en est un, est racheté, en fait, par la vérité des peintures, l’imprévu des incidents, le comique des situations, la verve du dialogue, la vivacité des saillies, la gaieté piquante de la satire, le mouvement et la vie de l’œuvre entière. Même si les formes de l’usure ont pu changer, et avec elles les types de ceux qui l’exercent, Turcaret n’en est pas moins resté un classique de la satire des fortunes improvisées par la spéculation et l’agiotage.
Avant même de paraître, Turcaret avait excité contre elle, les mêmes oppositions que Tartuffe. Les financiers menacés firent jouer toutes les cabales, essayèrent toutes les influences, même celle de la séduction de l’argent envers l’auteur. Ils lui auraient offert, en vain, cent mille livres pour l’engager à retirer sa pièce. En attendant la représentation publique, l’auteur produisait sa comédie dans la société. Un jour qu’il devait la lire chez la duchesse de Bouillon, il fut retenu au palais par un procès et arriva en retard à l’hôtel aristocratique. La duchesse lui reprocha aigrement d’avoir fait perdre plus d’une heure à la compagnie : « Eh bien, madame, repartit le fier Breton, puisque je vous ai fait perdre une heure, je vais vous en faire gagner deux » avant de se retirer, malgré toutes les instances pour le retenir. Ce fut le grand dauphin, fils de Louis XIV, qui mit un terme aux difficultés en envoyant, le 13 octobre 1708, aux comédiens du roi l’ordre formel, « d’apprendre la pièce et de la jouer incessamment ». La première représentation a eu lieu, le 14 février 1709, au théâtre de la rue des Fossés Saint-Germain, en plein milieu du grand hiver de 1709, qui l’avait retardée.

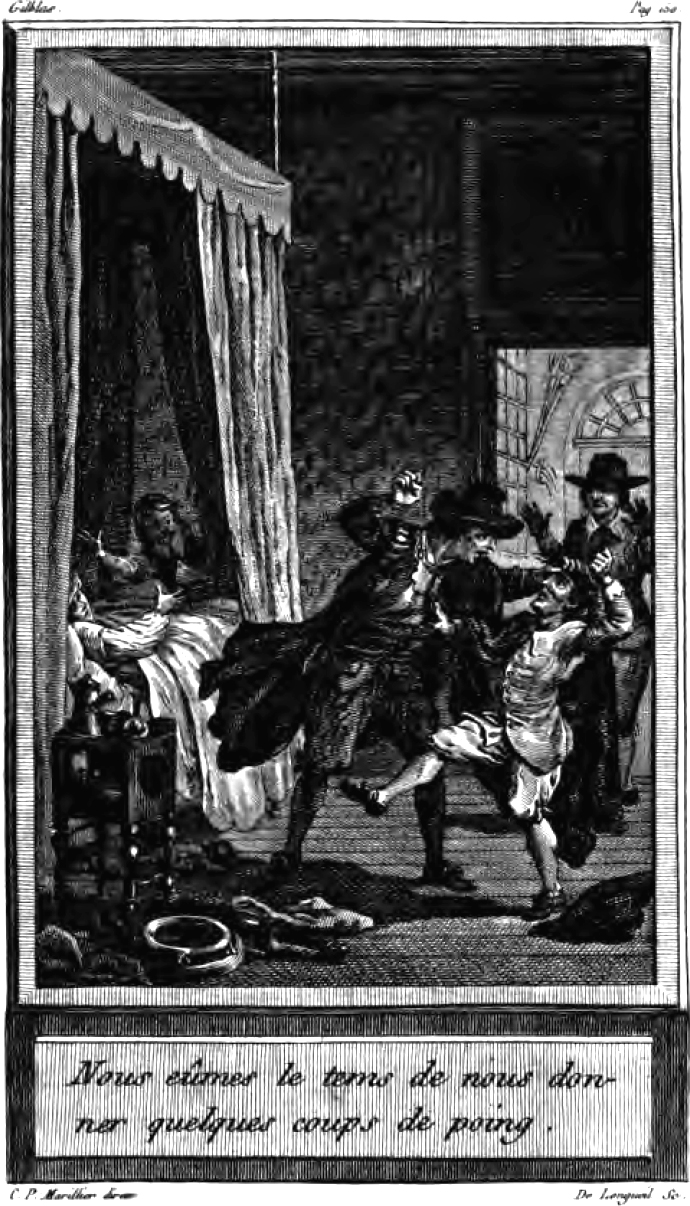
Gravure pour Gil Blas de Santillane par Longueil sur un dessin de Marillier (1810).

L’ouvrage capital de Lesage n’appartient cependant pas au genre dramatique, mais au roman : c’est l’Histoire de Gil Blas de Santillane (1715-1735), que l’on a considéré comme le chef-d’œuvre du roman de mœurs en France. Comme le Diable boiteux, Gil Blas n’a, au fond, d’autre objet que le tableau de la société et des mœurs, mais le cadre en est à la fois plus simple et plus vaste. Le sujet de ce roman picaresque est étudié sous plus d’aspects et, pour chacun d’eux, avec plus de profondeur. Le récit a pour règle l’intérêt plutôt que la vraisemblance, mais la vérité est la loi des peintures. Le héros a des aventures nombreuses et bizarres. Il part d’aussi bas que possible et s’élève au plus haut point. Il passe par les situations sociales les plus diverses, et connaît à plusieurs reprises les revers et les retours de la fortune.
On a quelque peu discuté sur la moralité de Gil Blas. Ce roman n’a, pas plus que Turcaret, la prétention d’être une histoire édifiante ; ce n’est pas la peinture des hommes, quoique faite par une âme noble et pure, tels qu’ils doivent être : « Ni les excès de la régence dont il fut témoin, ni les désordres de la vie comique au milieu desquels il se trouva jeté, n’eurent le pouvoir de corrompre son imagination ; jamais une image licencieuse ne déshonora ses pinceaux ; il sut respecter les bonnes mœurs en peignant les mauvaises. » Le système de Lesage est de laisser les conséquences pratiques émaner d’elles-mêmes d’une représentation naturelle et vraie. Lorsque, plus tard, il traduira la romanesque et moralisante Histoire de Guzman d’Alfarache, il la donnera « purgée des moralités superflues ». Le trésor d’instructions morales mis par Lesage dans Gil Blas en font une sorte de comédie humaine où l’auteur attaque, avec les mêmes armes, les mêmes ridicules.
Les ouvrages suivants de Lesage ne répondent pas aux œuvres précédentes. Rebuté par le mauvais vouloir des comédiens, il a dû travailler à la hâte et pour vivre. Il avait ainsi écrit en 1708, pour le Théâtre-Français, une petite comédie, La Tontine, dont les comédiens lui ont fait attendre la représentation (1732) pendant vingt-quatre ans. Fatigué des cabales du théâtre et des coteries de la Comédie-Française, l’auteur de Turcaret, que protégeaient en vain son talent et ses succès, porta, comme Piron, ses ouvrages au théâtre de la foire, pour lesquels il produisit, avec divers collaborateurs, au moins une centaine de pièces. Depuis 1705, ce théâtre subalterne, longtemps abandonné aux bouffonneries italiennes et aux plaisirs du peuple, s’était élevé à côté de la Comédie Française, qui représentait les chefs-d’œuvre dramatiques français. Persécutés par la Comédie Française engoncée dans ses privilèges, les forains avaient opposé l’adresse à la tyrannie des prétentions de leurs rivaux. On leur avait interdit le dialogue, ils avaient chanté ; on leur avait proscrit la chanson, ils s’étaient réfugiés dans la pantomime et ils avaient su trouver, dans leurs métamorphoses diverses, l’art de toujours égayer le public. Bientôt leurs pièces, destinées d’abord au peuple, attirèrent jusqu’aux courtisans et la gaieté licencieuse, la bouffonnerie triviale de leur jeu réveilla la satiété des grands seigneurs qui quittèrent les plaisirs délicats de la scène française pour chercher des représentations où ils s’amusaient en s’encanaillant:25-6.
Tel fut le théâtre pour lequel travailla Lesage, en abandonnant la scène française ; mais, quoiqu’il fût forcé de rapetisser son génie dans ces œuvres, l’auteur de Turcaret et de Gil Blas s’y retrouve encore. Bien que ce ne soient que des ébauches, le trait du maître s’y distingue et le mérite comique n’y manque pas. Lesage n’élève pas son genre au-dessus des spectateurs, mais il remplace la trivialité par une gaieté vive encore, qui n’est plus grossière, mais produit des chants dénués d’action et des tableaux toujours vrais, quelquefois gracieux. Lesage sait mettre en scène la vanité, l’ambition et toutes les passions qu’il a déjà peintes et l’intrigue excite et surprend la curiosité. Sous le vernis grotesque du théâtre de la foire, Lesage montre qu’il connaissait ceux pour qui il composait, mais derrière Gilles ou Arlequin, le spectateur averti reconnaît quelque lourd parvenu successeur de Turcaret ou quelque courtisan:27. Arlequin, Colombine et les marionnettes deviennent, à défaut d’autres acteurs, les interprètes de son esprit caustique. Dans cette veine, il écrit un dialogue, Le Raccommodement comique de Pierrot et de Nicole pour Élisabeth Jacquet de La Guerre qui en a composé la musique.

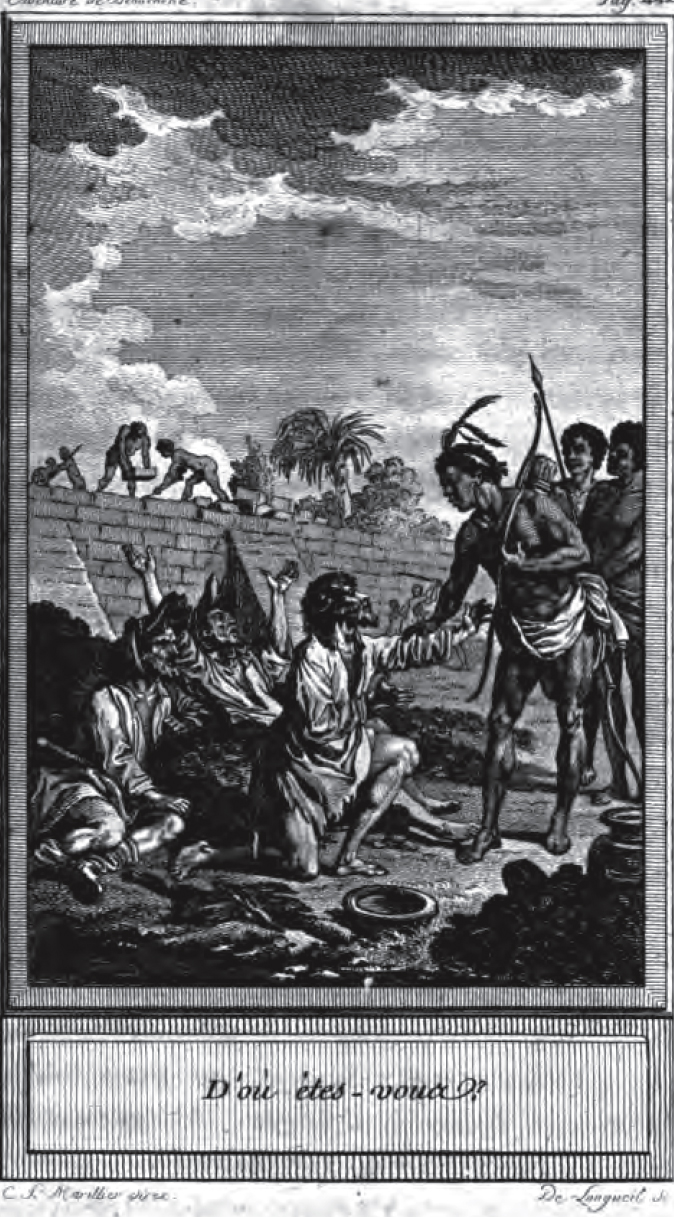
Gravure pour Gil Blas de Santillane par Longueil sur un dessin de Marillier (1810).

Lorsqu’il peint la douleur, Lesage le fait simplement, naturellement, telle qu’il l’a vue dans le peuple auquel il parle en sachant qu’il n’a pas encore assez de raffinement pour corrompre les vertus par l’affectation ou pour couvrir les vices d’un éclat de frivolité élégante. Ceci fait de Lesage, avec plusieurs autres auteurs, le fondateur d’un de ces genres de littérature de genre populaire, l’opéra comique, ou plutôt le vaudeville, un genre aussi vieux que la gaieté française dont les refrains faciles et gais font véhiculer les épigrammes par la musique.
La grâce et la facilité du style de Lesage ont perpétué et agrandi chaque jour le renom de ses ouvrages. Son expression est comme sa pensée, simple et sans affectation ; rapide et spirituelle, elle se prête avec souplesse à la gaieté dans les récits, à la satire dans les portraits. Toujours exempt de mauvais goût, Lesage ne cherche pas les saillies, il les rencontre. Lesage a parcouru la carrière littéraire avec éclat, mais sans ambition. Toujours modeste, c’est par ses ouvrages seuls qu’il obtint sa réputation, et jamais il ne rechercha les dignités et les titres littéraires. C’est à ce titre qu’il est cité dans l’histoire littéraire comme le premier écrivain à avoir vécu de sa plume.
Lesage eut quatre enfants, trois fils et une fille, tous nés à Paris. Alors qu'il voulait faire un avocat de l’aîné, Louis-André, né au cul-de-sac de la Foire Saint-Germain, où il habita après avoir quitté la rue du Vieux-Colombier, le fils, au risque d’encourir le déplaisir de son père, qui détestait cette profession, choisit d’embrasser la carrière dramatique, sous le nom de « Montmény ». Après s’être brouillé avec son père, Louis-André joua Turcaret avec un succès qui les réconcilia, et il retourna habiter chez son père, rue Saint-Jacques-du-Haut-Pas, où il contribua à soutenir toute la famille. Ce fils étant malheureusement mort dans une partie de chasse à la Villette, le désespoir éprouvé par Lesage l’amena alors à quitter Paris pour s’installer en province avec sa femme et sa fille, auprès de son autre fils, Julien-François, né le 24 avril 1698, chanoine de la cathédrale de Boulogne-sur-Mer:97. Son troisième fils, François-Antoine, né le 22 février 1700, joua plusieurs années la comédie en province sous le nom de scène de « Pitténec ». Revenu dans la capitale en 1734, il y fit jouer deux opéras comiques, le Testament de la Foire et le Miroir magique. Leur sœur Marie-Elisabeth, née le 9 août 1702, ne s’est jamais mariée. Après avoir passé une partie de sa vie à Boulogne près de son frère chanoine, elle y mourut après lui à l’hôpital de Saint-Louis. Quant à Lesage, devenu très sourd et ne jouissant que de quelques moments de lucidité au milieu du jour, le comte de Tressan, qui commandait alors en Boulonnais et en Picardie, organisa ses obsèques. Sa tombe, qui portait cette épitaphe : « Sous ce tombeau git Lesage abattu / Par le ciseau de la Parque importune / S’il ne fut pas ami de la fortune / Il fut toujours ami de la vertu. », a disparu:97.

## Œuvre

### Théâtre
- Crispin rival de son maître (1707)
- Les Étrennes (1708)
- Turcaret (1708), remaniement des Étrennes
- Arlequin baron allemand (1712), suivi d’une quinzaine d’autres pièces sur Arlequin (Arlequin roi de Serendib en 1713...)
- La Foire de Guibray (1714)
- Arlequin colonel (1714)
- Le Monde renversé (1718)
- Les Pèlerins de la Mecque (1726)
- La Tontine (1732)
- Les Amants jaloux (1735)

### Romans
- Le Diable boiteux (1707)

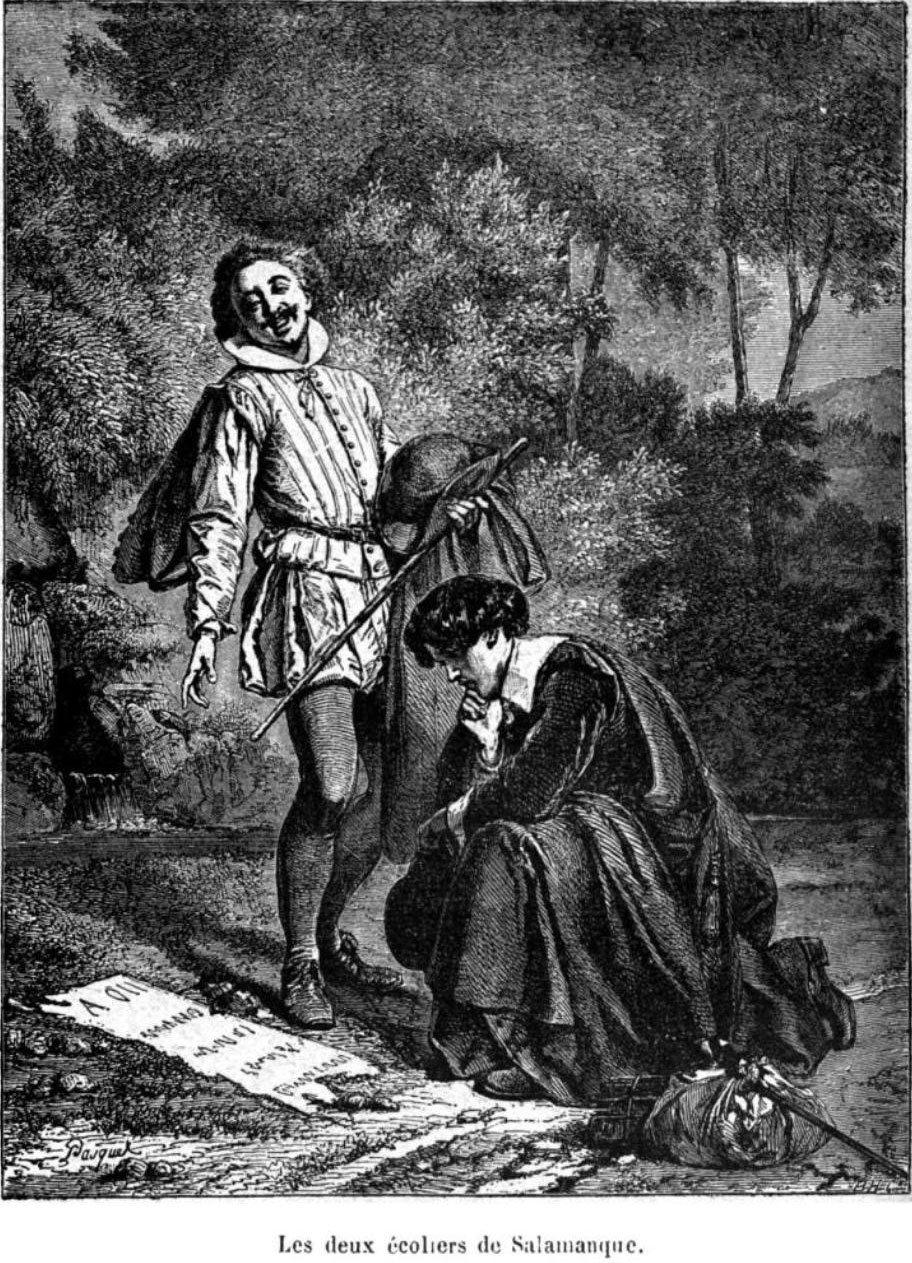
Les écoliers de Salamanque dans Gil Blas de Santillane.

- Histoire de Gil Blas de Santillane, Livres I-VI (1715)
- Histoire de Gil Blas de Santillane, Livres VII-IX (1724)
- Histoire de Gil Blas de Santillane, Livres X-XII (1735)
- Histoire de Gil Blas de Santillane (1747)
- Historia de Gil Blas de Santillana : Tome III, Paris, 1850 (lire en ligne)
- Histoire de Gil Blas de Santillane (1873), notes et préface de Saint-Marc Girardin
- Les Aventures de Monsieur Robert Chevalier, dit de Beauchêne, capitaine de flibustiers dans la Nouvelle-France (1732)
- Le Bachelier de Salamanque (1736)

### Adaptations
- Histoire de Guzman d'Alfarache (de Mateo Aleman), nouvellement traduite et purgée des moralitez superflues par M. Le Sage, Paris, 1732
- Histoire d’Estévanille González, surnommé le garçon de bonne humeur, tirée de l'espagnol, Paris, Prault père, 1734.

### Postérité
- « Je ne me lasse pas de Gil Blas : je respire plus librement, aucune sentimentalité, aucune rhétorique comme chez Shakespeare. » Nietzsche, Aurore, Œuvres philosophiques complètes, Gallimard 1970, p. 610.

### Édition complète
- Alain-René Lesage, Œuvres complètes. Sous la direction de Christelle Bahier-Porte et Pierre Brunel, Honoré Champion, 2009. En cours de publication :

1. Tome I. Théâtre I : Pièces « espagnoles ». À paraître.
2. Tome II. Théâtre II : Théâtre « français ». Édition critique de Christelle Bahier-Porte et Sophie Marchand, 2012  (ISBN 978-2-7453-2346-0)
3. Tome III. Théâtre III : Théâtre de la foire I. À paraître.
4. Tome IV. Théâtre IV : Théâtre de la foire II. À paraître.
5. Tome V. Œuvres romanesques I : Le Diable boiteux. À paraître.
6. Tome VI. Œuvres romanesques II : Histoire de Gil Blas de Santillane. À paraître.
7. Tome VII. Œuvres romanesques III : Les Aventures de M. Robert Chevalier, dit de Beauchêne. Édition critique d’Emmanuel Bouchard, 2018  (ISBN 978-2-7453-4706-0)
8. Tome VIII. Œuvres romanesques IV : L’Histoire d’Estevanille Gonzalez, surnommé le garçon de bonne humeur. Édition critique de Cécile Cavillac – Le Bachelier de Salamanque. Édition critique de Guiomar Hautcœur, 2010  (ISBN 978-2-7453-1870-1).
9. Tome IX. Œuvres « adaptées » I : Nouvelles aventures de l’admirable Don Quichotte de la Manche. Édition critique de David Alvarez, 2009  (ISBN 978-2-7453-1739-1)
10. Tome X. Œuvres « adaptées » II : Nouvelle traduction de Roland l’Amoureux. Texte établi, introduit et présenté par Giovanni Dotoli et Marcella Leopizzi, 2009  (ISBN 978-2-7453-1809-1)
11. Tome XI. Œuvres « adaptées » III : Histoire de Guzman d’Alfarache. Édition critique de Cécile et Michel Cavillac, 2010  (ISBN 978-2-7453-1953-1)
12. Tome XII. Œuvres diverses : Lettres galantes d’Aristénète – La Valise trouvée – Mélange amusant, 2017  (ISBN 978-2-7453-4554-7)

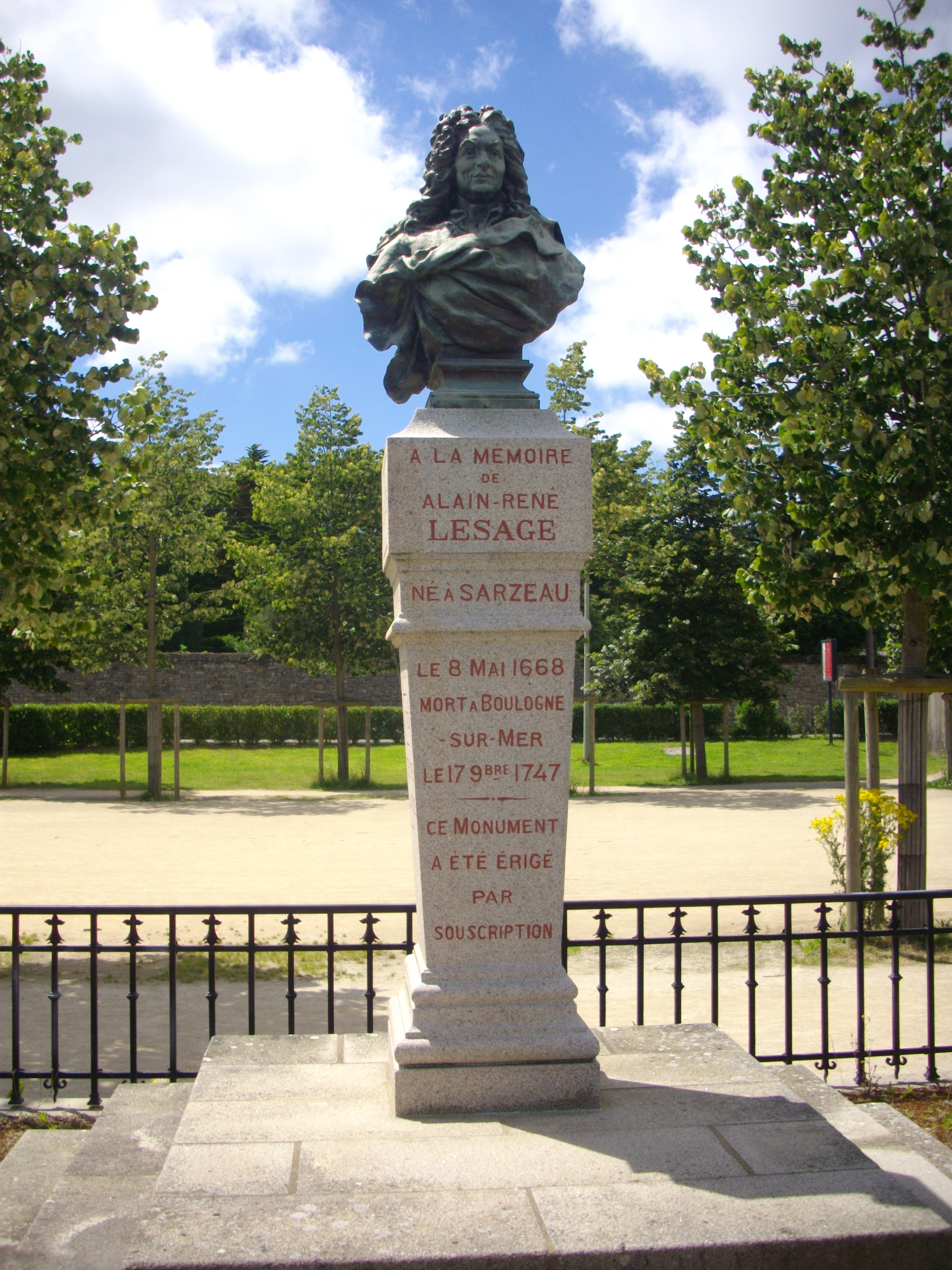
Buste d'Alain-René Lesage par Emerand de la Rochette